# 雙線鰈
雙線鰈為輻鰭魚綱鰈形目鰈亞目牙鮃科的其中一種，為温帶海水魚，分布於北太平洋區，從白令海東南部至下加利福尼亞海域，棲息深度0-575公尺，體長可達60公分，棲息在沙石底質底層水域，以多毛類、軟體動物、甲殼類、海星及魚類為食，生活習性不明，可作為食用魚。